# پل وسلی
پاول توماس واسیلوسکی (زاده ۲۳ ژوئیه ۱۹۸۲) مشهور به پل وسلی (به انگلیسی: paul wesley) بازیگر، کارگردان و تهیه‌کننده اهل ایلات متحده است که بیشتر برای ایفای نقش استفن سالواتوره در مجموعه تلویزیونی «خاطرات خون‌آشام» شناخته شد. پاول وسلی برای نقش خود در این مجموعه تلویزیونی چندین جایزه کسب کرد. وسلی در نیوبرانزویک، نیوجرسی، در ایالات متحده زاده شد.

## زندگی‌نامه
پائول ویسلی با نام خانوادگی "واشیلوسکی " در ۲۳ ژوئیه سال ۱۹۸۲ میلادی در نیوبرانزویک، نیوجرسی با پدر و مادری لهستانی به نام‌های آگینشکا و توماس واشیلوسکی دیده به جهان گشود و در مارلبرو، واقع در ایالت نیوجرسی رشد یافت.

او دارای یک خواهر بزرگتر به نام مونیکا و دو خواهر کوچکتر به نام‌های جولیا و لیا است.

وی علاوه بر زبان انگلیسی به لهستانی نیز تکلم می‌کند چون تا سن ۱۶ سالگی در سال ۴ ماه به لهستان می‌رفت.

### کار حرفه‌ای
او به‌طور پراکنده در سریال‌های تلویزیونی معروفی همچون ۲۴، ۸ قانون ساده، رویاهای آمریکایی و دریاچه گرگ نقش‌آفرینی کرده‌است اما پس از بازی در قالب نقش اصلی سریال خاطرات خون‌آشام در سال ۲۰۰۹ به اوج محبوبیت خود رسید.

##### زندگی شخصی
وسلی در سال ۲۰۰۷ با توری دویتو در فیلم قاتل آشنا شد. آن‌ها در یک مراسم خصوصی در آوریل ۲۰۱۱ در نیویورک باهم ازدواج کردند. در ژوئیه ۲۰۱۳ گزارش شد که این دو برگه‌های طلاق را امضا کرده‌اند. مراحل طلاق در دسامبر ۲۰۱۳ نهایی شد. وسلی در دوران فیلمبرداری خاطرات یک خون‌آشام در آتلانتا، جورجیا زندگی می‌کرد و بقیه اوقات با همسر سابقش توری دویتو در لس آنجلس، کالیفرنیا بود. او بعد از طلاق در اواخر سال ۲۰۱۳، خانه‌اش در لس آنجلس را فروخت.
. او در سال ۲۰۱۳ با بازیگر نقش هیلی مارشال فیبی تانکین وارد رابطه شد این رابطه طولانی‌ترین رابطهٔ او بعد از توری دویتو بود، این دو در سال ۲۰۱۶ بعد از سه سال از هم جدا شدند و تصمیم گرفتند به صورت دوستانه رابطه داشته باشند
وی در سال ۲۰۱۶ با اینس درمن وارد رابطه شد و بعد از ۲ سال با او در سال ۲۰۱۹ ازدواج کرد.

## فیلم‌گرافی

### فیلم‌ها
| سال  | فیلم                    | نقش          |
| ---- | ----------------------- | ------------ |
| ۲۰۰۴ | فرار آخر                | ست           |
| ۲۰۰۵ | رول بانس                | تروی         |
| ۲۰۰۶ | کلاود ۹                 | جکسون فارگو  |
| ۲۰۰۶ | جنگجوی صلح طلب          | تراوور       |
| ۲۰۰۶ | لنکسا، ۱ مایل           | ریک لئوسر    |
| ۲۰۰۸ | فیلم قاتل               | جک تانر      |
| ۲۰۰۹ | جایی دیگر               | بیلی         |
| ۲۰۰۹ | زیر رنگ آبی             | کریگ موریسون |
| ۲۰۱۲ | قانون شکنان بیتاون      | آنتونی ریس   |
| ۲۰۱۴ | قبل از اینکه ناپدید شوم | گیدیون       |
| ۲۰۱۴ | امیره و سم              | چارلی        |
| ۲۰۱۶ | مادران و دختران         | کوین         |
| ۲۰۱۶ | دیر شکوفا               |              |

### مجموعه تلویزیونی
برخی سریال‌هایی که او درش نقش‌آفرینی کرده‌است (از ۲۰۰۹):
- خاطرات خون‌آشام نقش اصلی
- اصیل‌ها ۱ اپیزود (نقش مهمان)
- سقوط‌کرده نقش اصلی
- بیست و چهار ۴ اپیزود
- دریاچه گرگ نقش اصلی
- اسمالویل اپیزود Prodigal
- نظم و قانون اپیزود "Wrong is Right"و اپیزود"Ripped"
- سی‌اس‌آی: میامی اپیزود Legal
- Medal of Honor (TV series) نقش اصلی
- tell me a story نقش اصلی

## نگارخانه

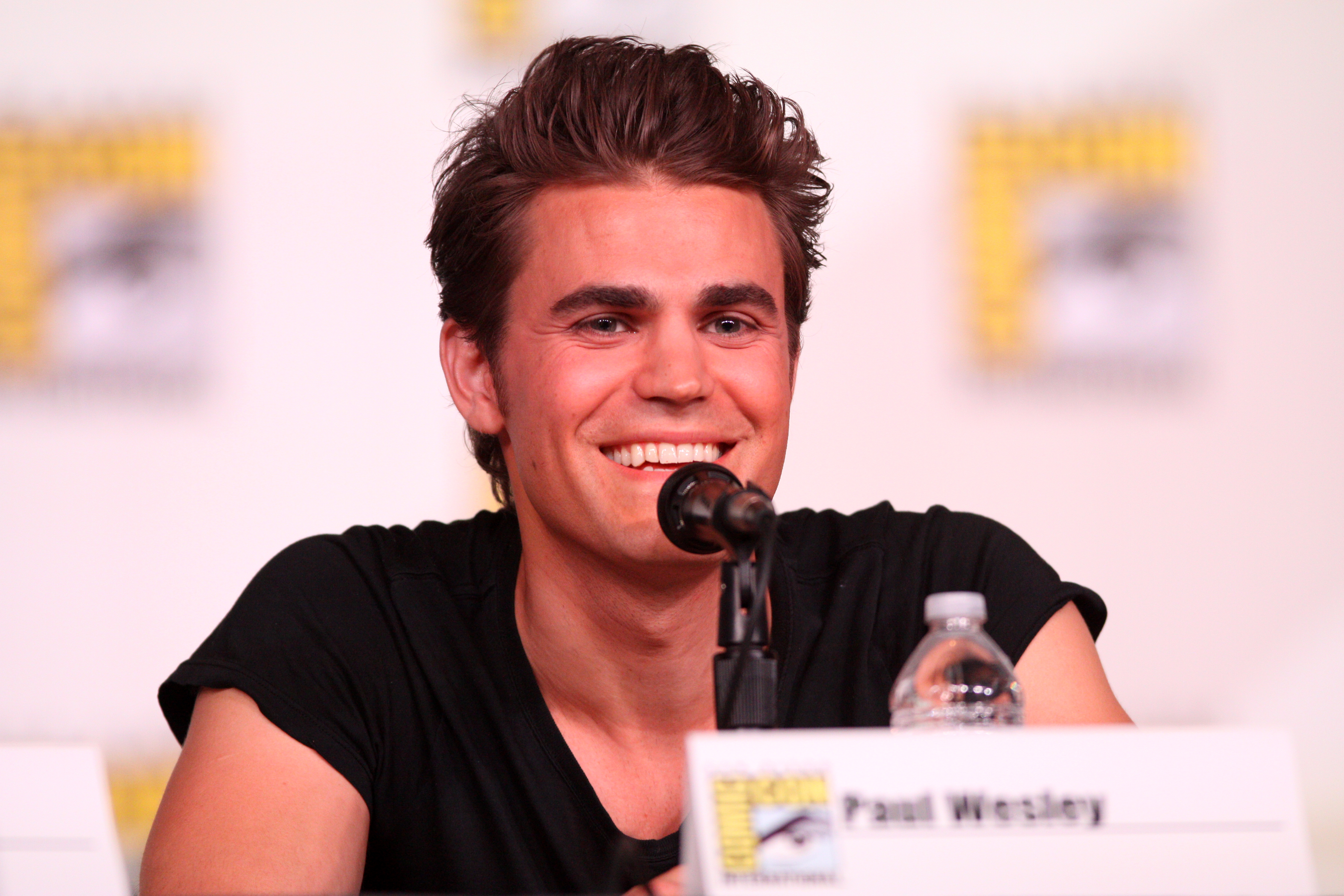
پاول در کامیک کان ۲۰۱۲

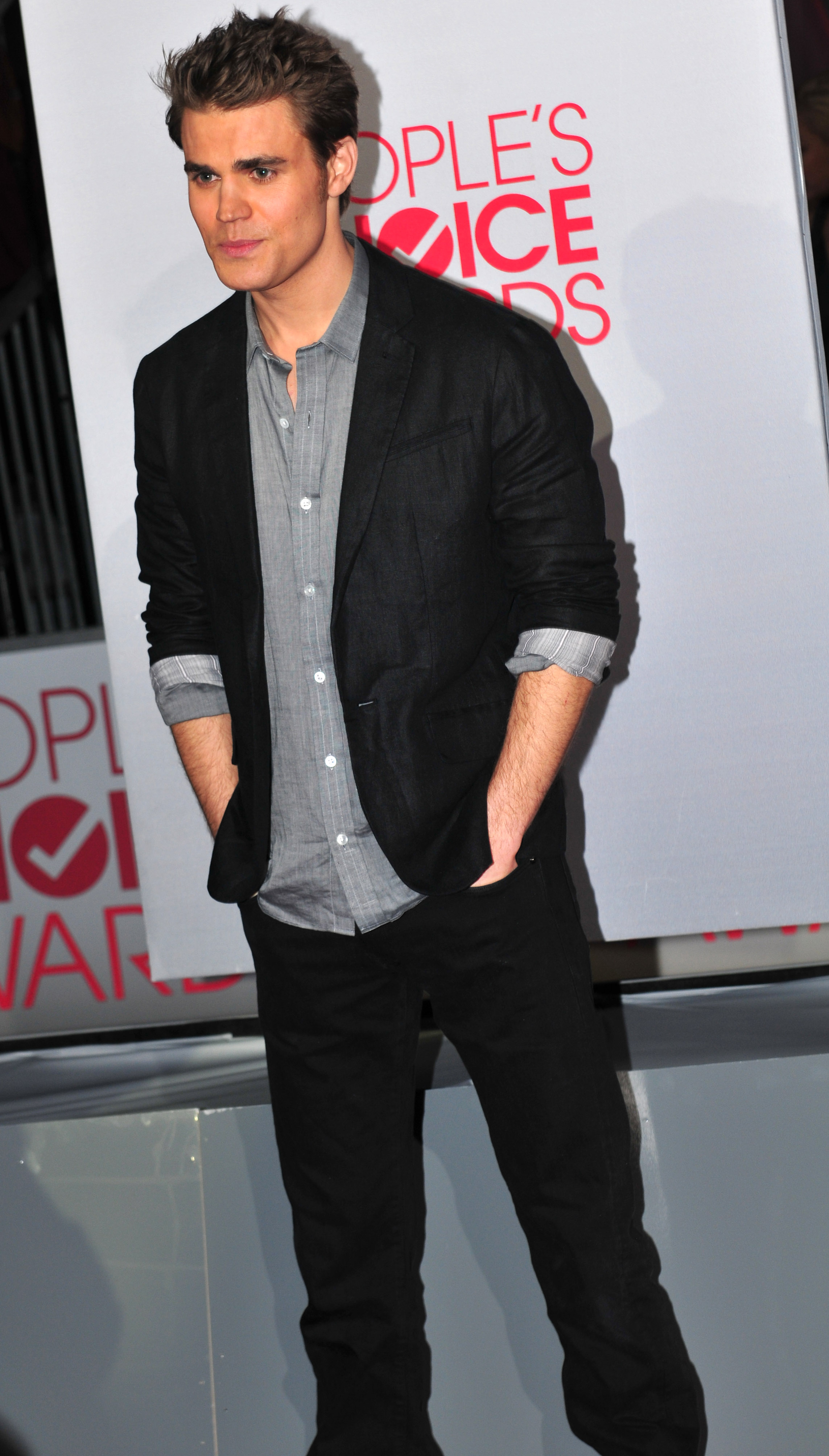
پاول وسلی ۲۰۱۲

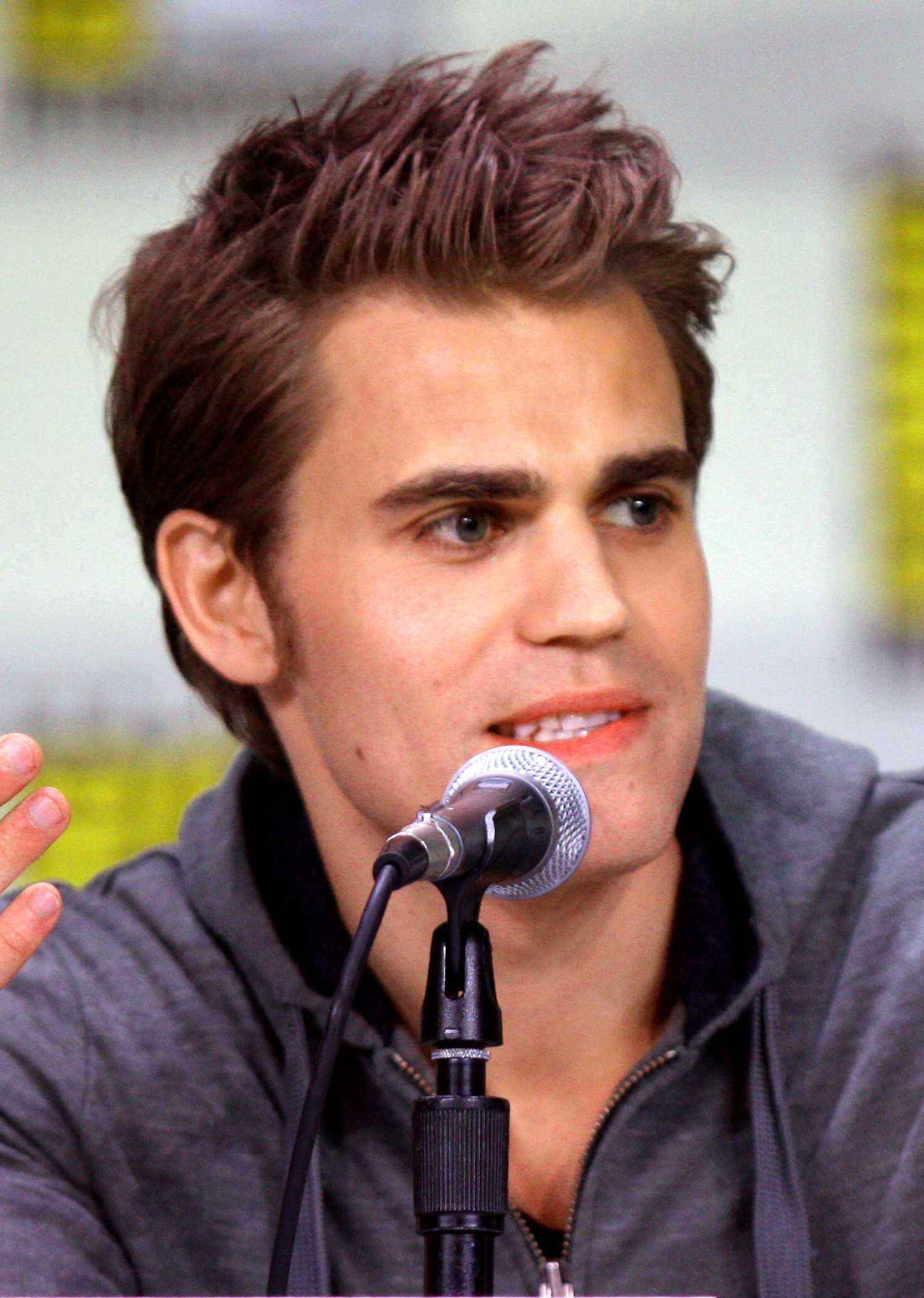
پاول در کامیک کان ۲۰۱۱

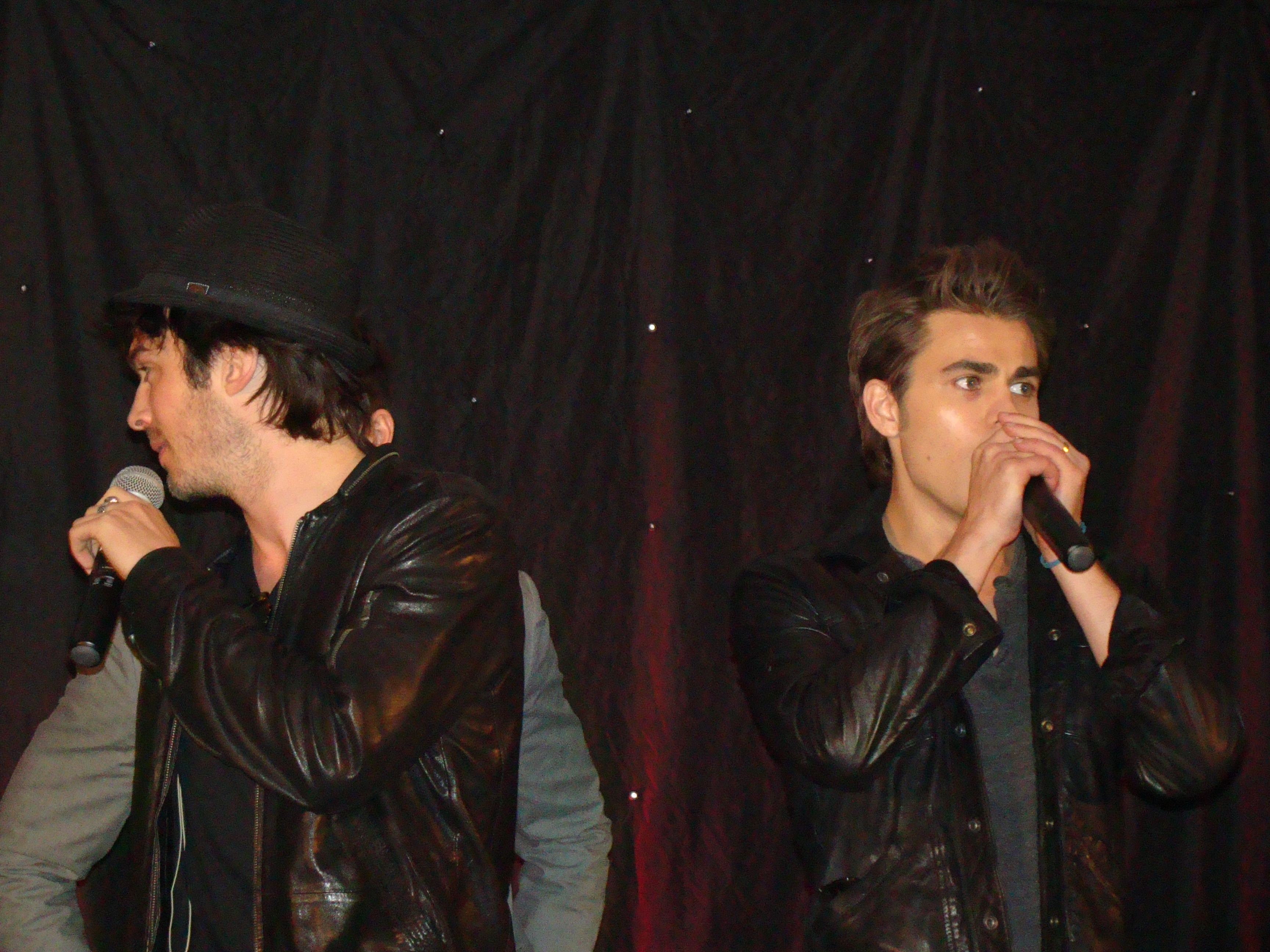
پاول و ایان سامرهالدر در پنل

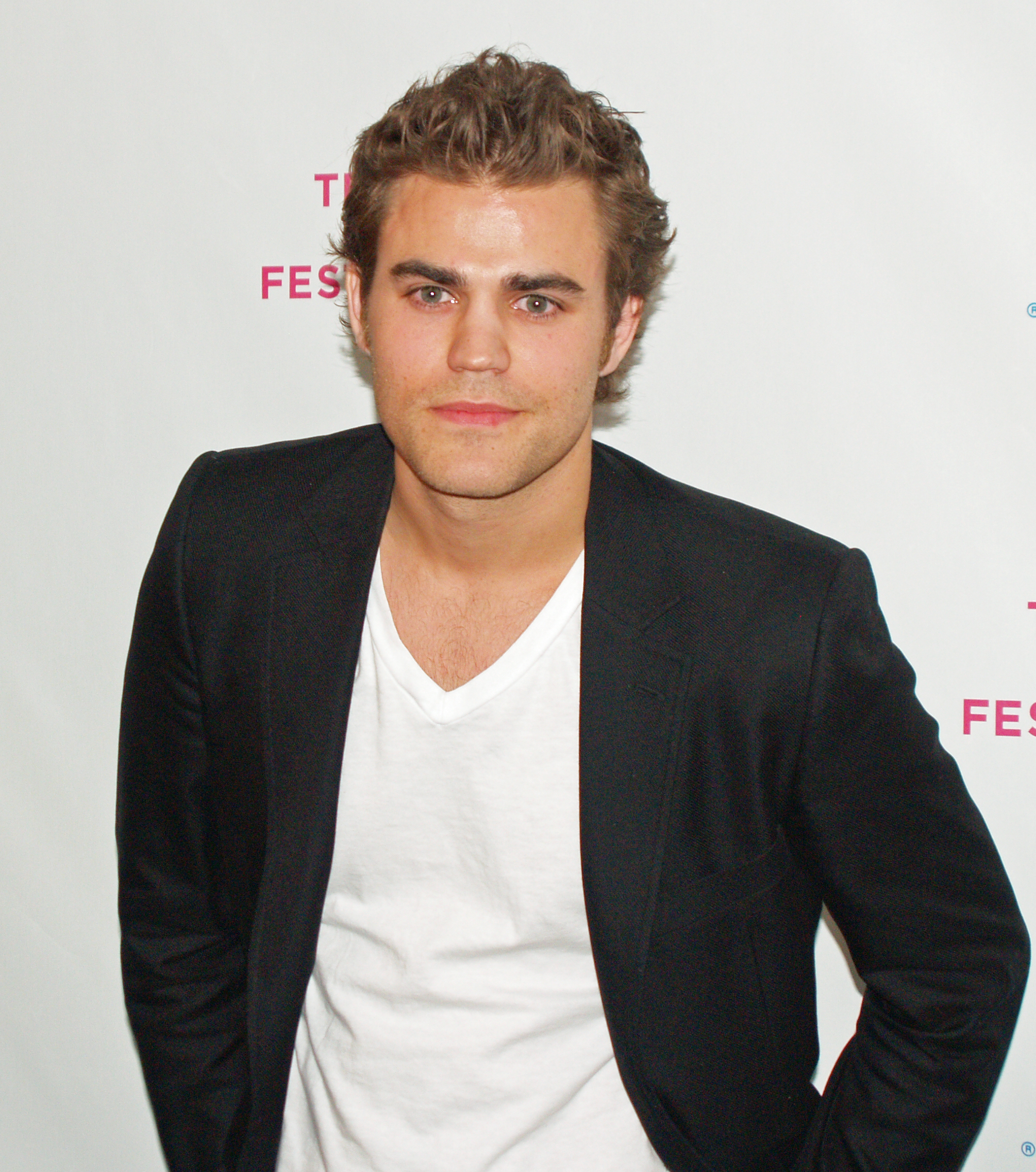
پاول وسلی ۲۰۰۸

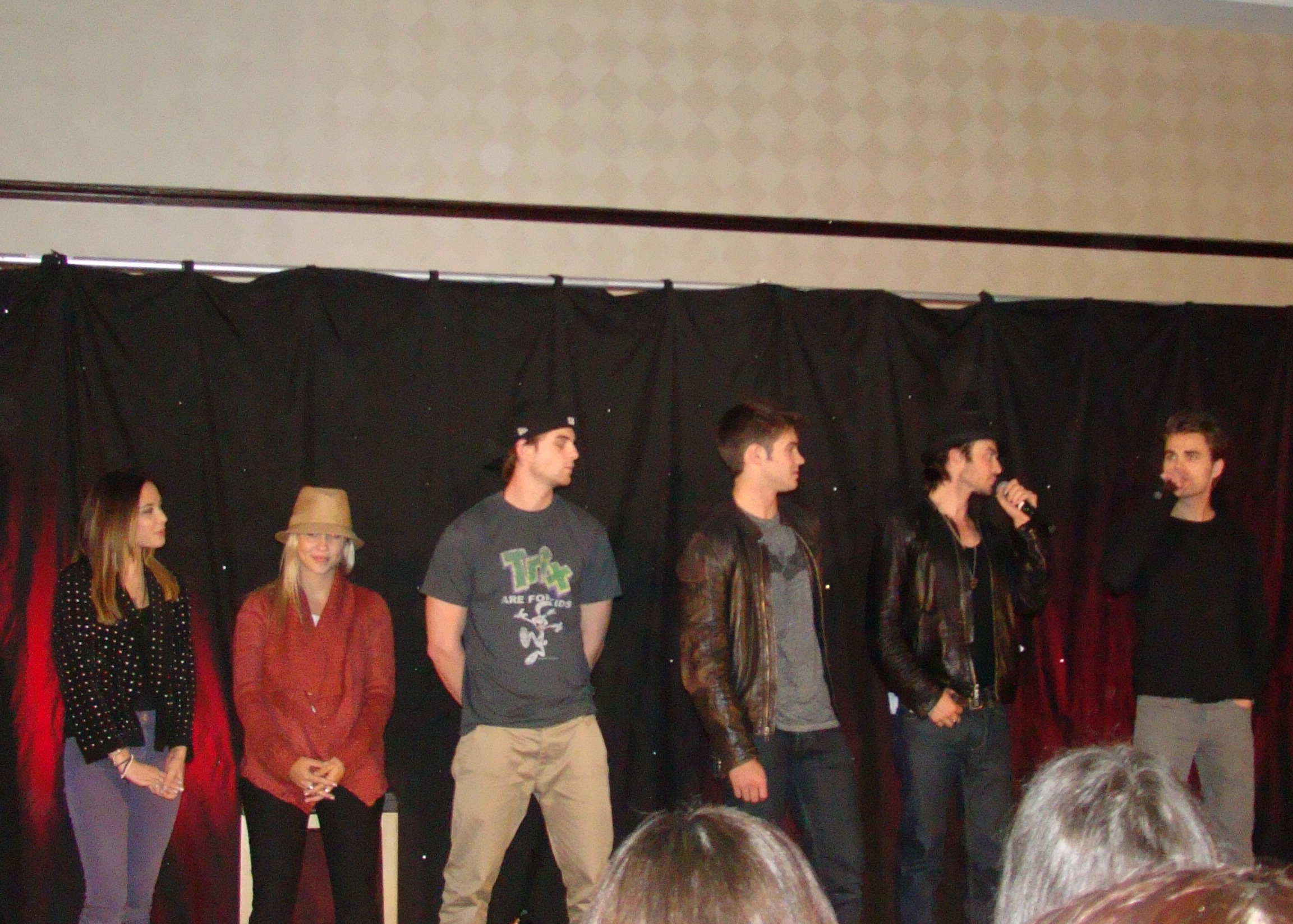
پاول و بازیگران خاطرات خون‌آشام و Malese Jow